# NGC 4967
NGC 4967 ist eine 14,2 mag helle Elliptische Galaxie vom Hubble-Typ E im Sternbild Großer Bär, die etwa 400 Millionen Lichtjahre von der Milchstraße entfernt ist. Zusammen mit NGC 4973 und NGC 4974 wurden sie, als hellste Mitglieder einer kleinen Gruppe von sechs oder sieben Galaxien, in einer einzigen Beobachtung am 14. April 1789 von Wilhelm Herschel mit einem 18,7-Zoll-Spiegelteleskop entdeckt, der hierbei „place is that of the 2nd, the other is 3′ or 4′ south-preceding“ notierte.